# Tillandsia utriculata
Tillandsia utriculata är en gräsväxtart som beskrevs av Carl von Linné. Tillandsia utriculata ingår i släktet Tillandsia och familjen Bromeliaceae.

## Underarter
Arten delas in i följande underarter:
- T. u. pringlei
- T. u. utriculata